# Élections législatives de 1951 en Corse
Les élections législatives françaises de 1951 se tiennent le 17 juin. Ce sont les deuxièmes élections législatives de la Quatrième République.

## Mode de scrutin
Représentation proportionnelle plurinominale suivant la méthode du plus fort reste dans 103 circonscriptions, conformément à la loi des apparentements : les listes qui se sont « apparentées » avant l'élection remportent tous les sièges de la circonscription si leurs voix ajoutées obtiennent la majorité absolue des suffrages exprimés. Il y a 629 sièges à pourvoir.
Le vote préférentiel est admis. 
Dans le département de la Corse, quatre députés sont à élire.

## Candidats

### Liste du Rassemblement des gauches républicaines et radicale-socialiste
| N° | CandidatsRassemblement du peu | CandidatsRassemblement du peu | Parti   | Principales fonctions                                             |
| -- | ----------------------------- | ----------------------------- | ------- | ----------------------------------------------------------------- |
| 01 |                               | Jacques Faggianelli           | Radical | Professeur, conseiller général, maire de Bastia, ancien résistant |
| 02 |                               | François Giacobbi             | Radical | Journaliste, Venaco                                               |
| 03 |                               | Jean-Paul de Rocca Serra      | RGR     | Maire de Porto-Vecchio, conseiller général                        |
| 04 |                               | Adolphe Landry                | RGR     | Député sortant, sénateur, ancien ministre, enseignant             |

### Liste du Rassemblement du peuple français
| N° | Candidats | Candidats         | Parti | Principales fonctions                                    |
| -- | --------- | ----------------- | ----- | -------------------------------------------------------- |
| 01 |           | Antoine Sérafini  | RPF   | Ingénieur, architecte, maire d'Ajaccio, ancien résistant |
| 02 |           | Jean Natali       | RPF   | Médecin colonel, Mazzola                                 |
| 03 |           | Fernand Orticoni  | RPF   | Industriel, Corbara                                      |
| 04 |           | Philippe Battesti | RPF   | Contrôleur général de la sûreté en Indochine             |

### Liste d'Union républicaine, résistante et antifasciste
| N° | Candidats | Candidats        | Parti | Principales fonctions                                                                     |
| -- | --------- | ---------------- | ----- | ----------------------------------------------------------------------------------------- |
| 01 |           | Arthur Giovoni   | PCF   | Député sortant, professeur de lettres, ancien résistant, ancien maire d'Ajaccio           |
| 02 |           | Dominique Siacci | PCF   | Conseiller général du canton de Belgodère, maire d'Occhiatana                             |
| 03 |           | Camille Orsatti  | PCF   |                                                                                           |
| 04 |           | Raoul Benigni    | PCF   | Ancien résistant, gérant de coopérative laitière, San-Martino-di-Lota, conseiller général |

### Liste de l'Union des indépendants, des paysans et des républicains nationaux
| N° | Candidats | Candidats           | Parti | Principales fonctions |
| -- | --------- | ------------------- | ----- | --- |
| 01 |           | Jacques Gavini      | CNIP  | Député sortant, ingénieur, conseiller général du canton de Campile                                                                  |
| 02 |           | Amédée Brancaléoni  | CNIP  | Président de la Chambre de commerce d'Ajaccio, conseiller général du canton d'Olmeto, Propriano                                     |
| 03 |           | Léonard de Peretti  | CNIP  | Directeur de la Caisse mutuelle d'allocations familiales agricoles, conseiller général du canton de Campitello , maire de Volpajola |
| 04 |           | Marc Pitti-Ferrandi | CNIP  | Avocat, conseiller général du canton de Pietra-di-Verde                                                                             |

### Liste de la Section française de l'Internationale ouvrière
| N° | Candidats | Candidats            | Parti | Principales fonctions                                                           |
| -- | --------- | -------------------- | ----- | ------------------------------------------------------------------------------- |
| 01 |           | Jacques Bianchini    | SFIO  | Député sortant, professeur, conseiller général, conseiller municipal de Sartène |
| 02 |           | Sébastien de Casalta | SFIO  | Avocat, Premier adjoint au maire de Bastia, ancien résistant                    |
| 03 |           | Antoine Albertini    | SFIO  | Retraité de l'armée                                                             |
| 04 |           | Jean Panconi         | SFIO  |                                                                                 |

### Liste de l'Union démocratique et socialiste de la résistance
| N° | Candidats | Candidats        | Parti | Principales fonctions                                               |
| -- | --------- | ---------------- | ----- | ------------------------------------------------------------------- |
| 01 |           | Paul Mufraggi    | UDSR  | Consul, maire d'Afa                                                 |
| 02 |           | Louis Marcaggi   | UDSR  | Préparateur en pharmacie                                            |
| 03 |           | Ange Paul Cerani | UDSR  | Industriel, conseiller général du canton d'Oletta, ancien résistant |
| 04 |           | Jean Luciani     | UDSR  |                                                                     |

## Élus
| Député sortant    | Parti | Parti   | Député élu ou réélu | Parti | Parti   |
| ----------------- | ----- | ------- | ------------------- | ----- | ------- |
| Arthur Giovoni    |       | PCF     | Arthur Giovoni      |       | PCF     |
| Jacques Bianchini |       | SFIO    | Antoine Sérafini    |       | RPF     |
| Adolphe Landry    |       | Rad soc | Jacques Faggianelli |       | Rad soc |
| Jacques Gavini    |       | CNIP    | Jacques Gavini      |       | CNIP    |

## Résultats

### Résultats à l'échelle du département
- Les listes du RGR et du CNIP ont formé un premier apparentement, celle de la SFIO et de l'UDSR un second.
- Aucun apparentement ne dépassant 50% des exprimés, les sièges sont répartis à la proportionnelle entre tous les partis.
- Le score de l'apparentement est considéré comme celui d'une liste pour la répartition générale, ensuite la répartition interne des sièges entre apparentées se fait également à la proportionnelle.

| Parti    | Parti    | Tête de liste       | Résultats | Résultats | Sièges |  |
| Parti    | Parti    | Tête de liste       | Voix      | %         |        |  |
| -------- | -------- | ------------------- | --------- | --------- | ------ |  |
|          | RGR *    | Jacques Faggianelli | 25 551    | 27,74     | 1      |  |
|          | RPF      | Antoine Sérafini    | 22 294    | 24,20     | 1      |  |
|          | PCF      | Arthur Giovoni      | 21 668    | 23,52     | 1      |  |
|          | CNIP *   | Jacques Gavini      | 15 347    | 16,66     | 1      |  |
|          | SFIO °   | Jacques Bianchini   | 4 133     | 4,49      | 0      |  |
|          | UDSR °   | Paul Mufraggi       | 2 776     | 3,01      | 0      |  |
|          |          |                     |           |           |        |  |
| Inscrits | Inscrits | Inscrits            | 149 234   | 100,00    | 4      |  |
| Votants  | Votants  | Votants             | 92 601    | 62,05     |        |  |
| Exprimés | Exprimés | Exprimés            | 92 127    | 99,49     |        |  |